# Blek klippsvala
Blek klippsvala (Ptyonoprogne obsoleta) är en fågel i familjen svalor inom ordningen tättingar. Den är en stannfågel i norra Afrika och sydvästra Asien österut till Pakistan. Arten häckar vanligen i bergstrakter, men även på lägre nivåer, framför allt i klippiga områden och kring städer. Olikt andra svalor hittas den ofta långt från vatten. 
Fågeln är 12–13 centimeter lång och huvudsakligen brun, blekare på övre delen av bröstet och på undre vingtäckarna samt har vita "fönster" på stjärten i flykten. Könen är lika, men ungfåglar har bleka kanter på ovansidans och vingarnas fjädrar. Den ansågs tidigare utgöra en del av afrikansk klippsvala och vissa auktoriteter behandlar den fortfarande på det viset, som svenska Birdlife Sverige och tongivande Clements et al. Blek klippsvala är dock i jämförelse mindre, blekare och har vitare strupe. Fågeln jagar utmed klippbranter efter flygande insekter, relativt långsamt och med mycket glid. Lätet är ett mjukt kvitter.
Den bleka klippsvalan häckar oftast enskilt utmed vertikala klippbranter, broar eller byggnader. I boet av lera som fodrats med gräs eller fjädrar lägger den två till tre ägg. Båda föräldrar hjälps åt att ruva och mata ungarna. Fågeln är ett vanligt byte för falkar som lärkfalk, men anses inte hotad. Internationella naturvårdsunionen IUCN kategoriserar den som livskraftig.

## Systematik och utbredning
Blek klippsvala beskrevs av tyske ornitologen Jean Cabanis 1850 som Cotyle obsoleta utifrån ett specimen insamlat utanför Kairo. Arten flyttades till det nya släktet Ptyonoprogne skapat av den likaledes tyske ornitologen Heinrich Gustav Reichenbach samma år. Klippsvalorna i Ptyonoprogne är nära släkt med svalorna i Hirundo och inkluderades tidigare i det släktet eftersom de bygger liknande bon. DNA-studier visar dock att om Hirundo expanderas till att omfatta klippsvalorna bör även de särpräglade hussvalorna i Delichon ingå. De större världsledande taxonomiska auktoriteterna behåller därför klippsvalorna i Ptyonoprogne.
Inom släktet skiljs arterna åt höjdledes och ekologiskt. I Pakistan ses blek klippsvala högre upp än mörk klippsvala, medan den ses i torrare områden än klippsvala i Iran och på lägre höjder än den senare i Nordafrika. Det är därför inte känt om de har möjlighet att hybridisera.
Blek klippsvala har haft en omtvistad artstatus och länge behandlads som del av afrikansk klippsvala, men erkänns allt oftare som egen art. Även om vissa afrikanska klippsvalor kan vara dubbelt så stora i vikt som de minsta bleka klippsvalorna är skillnaden i både storlek och utseende klinal över utbredningsområdet. Det verkar dock inte finnas några mellanformer där arterna häckar nära varandra i Somalia och Etiopien.

### Underarter och deras utbredning
Blek klippsvala häckar i norra Afrika och via Mellanöstern och österut till Pakistan. Den delas upp i sju underarter med följande utbredning:
- P. o. spatzi – södra Algeriet, sydvästra Libyen och norra Tchad
- P. o. presaharica – södra Marocko, norra Mauretanien och nordcentrala Algeriet
- P. o. buchanani – Niger
- P. o. obsoleta – Egypten till Turkiet och Iran
- P. o. arabica – norra Tchad till norra Sudan, sydvästra Arabiska halvön, norra Somalia och Sokotra
- P. o. perpallida – nordöstra Saudiarabien och södra Irak
- P. o. pallida – östra Iran, södra Afghanistan och Pakistan

Blek klippsvala är i stort sett en stannfågel, bortsett från lokala rörelser eller höjdledsförflyttningar efter häckning. Fåglar häckande på södra Arabiska halvön har också noterats korsa Röda havet och övervintra tillsammans med lokala artfränder i Etiopien och på Afrikas horn och P. f. spatzi och P. f. presaharica övervintrar tillsammans med klippsvalor i Mali och på Mauritius. Den har tillfälligt setts i Bahrain, Qatar, Kuwait och Sri Lanka, medan ett fynd i Turkiet är omstritt.

## Utseende
Blek klippsvala av nominatformen är 12–13 centimeter lång med ljusbrun ovansida, och blekare mot nedre delen av ryggen. Stjärten är kort och fyrkantig med små vita fläckar nära spetsen på alla utom de centrala och yttersta stjärtfjädrarna. Den har blekgrå strupe, övre bröst och undre vingtäckare, medan resten av undersidan är smutsvit. Iris är brun, den lilla näbben är huvudsakligen svart och benen är brunskära. Könen liknar varandra men ungfåglar har bleka spetsar på ovansidans fjädrar och vingpennorna. 
Jämfört med den närbesläktade och utseendemässigt liknande afrikanska klippsvalan är blek klippsvala 15% mindre, blekare och gråare samt har mindre stjärtfläckar. Den är även mindre och blekare än afrikansk klippsvala och har mer kontrasterande ljus strupe än denna. Längst i öster skiljs den från mörk klippsvala genom att alltid ha ljusare undersida. Även om den endast är något större än både backsvala och brunstrupig backsvala är blek klippsvala mer robust, saknar bröstband och har de vita fläckarna på stjärten. Notera dock att starkt ökenljus gör färger svåra att bedöma.
Den bleka klippsvalan har en rätt långsam flykt, med snabba vingslag uppblandat med glid på plana vingar och kan flyga mer akrobatiskt än den större klippsvalan. Det är en tystlåten fågel där sången är ett kvävt kvitter och andra läten ett hussvalelikt "trrt", ett nasalt "vick" och ett ljust "twee" som kontaktläte.

### Underarternas utseende
Underarterna skiljer sig något åt vad gäller storlek och hur bleka de är. Skillnaderna är dock klinala och underarterna går över i varandra där de möts.
| Underarter        | Kommentarer                                                |
| ----------------- | ---------------------------------------------------------- |
| P. o. obsoleta    | nominatformen                                              |
| P. o. spatzi      | sotbrun fjäderdräkt, beigeaktig på strupe, bröst och buk   |
| P. o. presaharica | blekare och mer sandfärgad än spatzi                       |
| P. o. buchanani   | en mörk form mellan nominatformen och afrikansk klippsvala |
| P. o. arabica     | lik buchanani men större                                   |
| P. o. perpallida  | gråvit ovansida, vit hake och övre bröst                   |
| P. o. peroplasta  | mer sandfärgad än obsoleta                                 |

## Ekologi

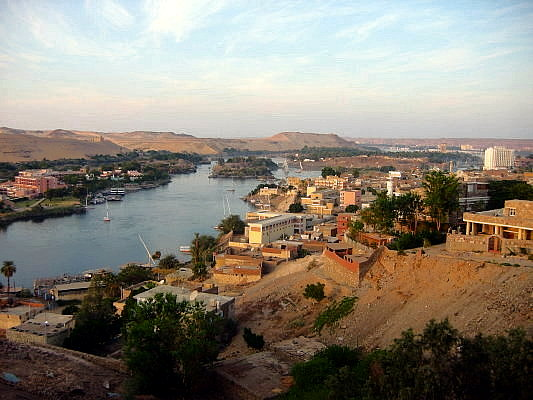
Ökenstäder som Aswan i Egypt erbjuder häckningplatser gjorda av människan.

### Habitat
Arten häckar i bergstrakter med klippor, raviner och grottor upp till 3700 meters höjd men även på lägre nivåer, framför allt där klippor eller byggnader finns tillgängliga, även långt från vatten. Fågeln använder ofta strukturer skapade av människan som ersättning för naturliga klippformationer och har häckat på husväggar i södra Israel sedan 1970-talet. I Egypten kan den häcka nära monument som Abu Simbel eller i ökenstäder som Aswan. I Etiopien använder den sig av hus, broar och klippor, och höghus på Arabiska halvön. Under häckningstid behöver den tillgång till lera eller fuktig jord för bobygge, vilket oftast finns i närheten av människan. I mer beskogade och fuktigare kustnära områden är den inte lika vanlig och ersätts istället av rostgumpsvalan.

### Häckning

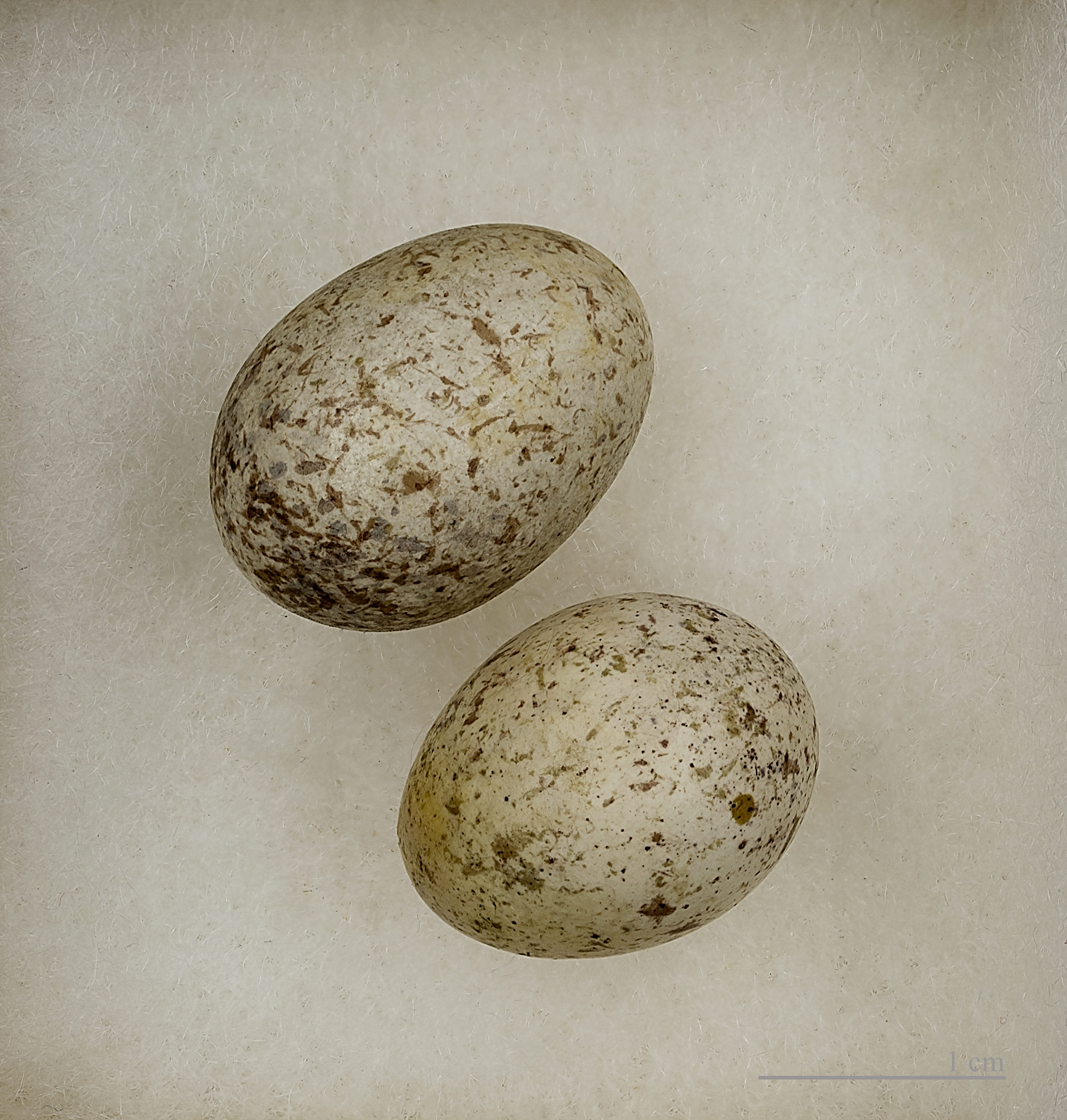
Den bleka klippsvalans ägg.

Blek klippsvala häckar enstaka, framför allt i Sahara, men kan bilda små lösa kolonier där miljön är gynnsam. Fågeln försvarar aggressivt sitt revir från sin egen och andra arter. I Afrika varierar ofta häckningstiden geografiskt beroende på väderlek dock normalt februari till april i nordvästra Afrika, medan den häckar mellan april och juni i Asien. Den lägger ofta två kullar, ibland tre.
Boet byggs av båda vuxna i paret under flera veckor. Det består av hundratals små lerkulor och fodras med fjädrar och mjukt, torr gräs, hår, ull eller växtmaterial. Boet placeras i en klippskreva, på en vertikal klippvägg, en klipphylla eller en husvägg. Det återanvänds för en andra kull, men även följande häckningssäsonger. Fåglar kan till och med häcka i använda byggnader, till exempel i ett restaurangkök. Honan lägger vanligen två till tre beigevita sepia- eller gråbrunfläckade ägg. Båda föräldrarna ruvar äggen i 16-19 dagar och hjälps åt att mata ungarna ungefär tio gånger i timmen tills de är flygga efter 22-30 dagar.

### Föda
Blek klippsvala livnär sig huvudsakligen av insekter som den fångar i flykten. Under häckningstid födosöker den vanligen nära boet och ses flyga fram och tillbaka utmed klippväggarna där insekter samlas i uppåtvindar. Utanför häckningstid kan den också ses jaga lågt över öppen mark. Vilka sorters insekter den fångar beror på tillgång, men inkluderar myggor, flugor, myror och skalbaggar. Den födosöker oftast ensam, men stora ansamlingar kan uppstå vid gräsbränder för att jaga flyende insekter. Utanför häckningstid kan den också ses i större flockar med upp till 300 individer där födotillgången är stor, som i jordbruksområden, vid våtmarker och vattenreningsanläggningar. Blek klippsvala dricker från vattenytan i luften även om den släcker en del av törsten med de vattenmängder som finns i födan.

### Predatorer
Vissa falkarter är snabba och rörliga nog för att fånga svalor i flykten. Blek klippsvala jagas av pilgrimsfalk, taitafalk, afrikansk lärkfalk och övervintrande  lärkfalk. Den delar ofta häckplats med stubbstjärtseglare som aggressivt kan ta över svalans bon.

## Status och hot
Arten har ett stort och vidgande utbredningsområde och en stor population, och tros öka i antal. Utifrån dessa kriterier kategoriserar internationella naturvårdsunionen IUCN arten som livskraftig (LC). Världspopulationen har inte uppskattats men den beskrivs som mycket vanlig i Jordanien, vanlig i Egypten och fåtalig i Pakistan. Den koloniserade södra Israel på 1970-talet och stora antal kan förekomma utanför häckningssäsongen i Saudiarabien och Oman. Populationsuppskattningar omfattar 10.000-100.000 par i Egypten, 10.000 par i Förenade Arabemiraten och en övervintrande population på Arabiska halvön bestående av 150.000 individer i flockar med mellan 100 och 500 fåglar. På Arabiska halvön har den även vidgat sitt utbredningsområde tack vare den ökade tillgången på höghus som den använder som boplats, men även möjligen på grund av större tillgång på insekter från jordbruksområde. Den häckar nu regelbundet i Abu Dhabi och Qatar kan stå på tur. Fågeln häckade i Irak för första gången 2009.